# Kitovec
Kitovec, tudi orjaški kitovec (znanstveno ime Rhincodon typus), je počasi plavajoč morski pes, ki se prehranjuje filtratorsko in je največja danes živeča vrsta rib. S povprečno dolžino približno 10 m se po velikosti kosa z manjšimi vosatimi kiti, največji znani primerki pa so dosegli tudi 20 m v dolžino in tehtali po 34 ton (čeprav so opažanja primerkov, daljših od 12 m, redka). Kitovca je že po velikosti nemogoče zamenjati s katerokoli drugo vrsto ribe, značilna pa je tudi njegova obarvanost z vzorcem svetlih pik in črt na temni podlagi.

## Telesne značilnosti
Večina natančno izmerjenih kitovcev je merila med 3 in 12 m v dolžino, starejše anekdotične objave pa govorijo o ujetih ali nasedlih osebkih, dolgih do 20 m, kar podpirajo tudi izračuni rastne krivulje. Ob rojstvu merijo med 55 in 64 cm v dolžino.
Kitovčev trup je valjast, s tremi vzdolžnimi grebeni po boku. Vzorec pik in črt po vsem telesu spominja na damo. Glava je široka in sploščena, s prirezanim nosom in ogromno ustno odprtino tik pod njim, v kateri je več kot 300 vrst ploščatih, slabo diferenciranih zob. Oči so blizu konice ob strani glave, za njimi se odpira pobočnica, za njeno odprtino pa so velike škržne reže, ki so na notranji strani poraščene s prečnimi lamelami. Te se med seboj mrežasto povezujejo z razvejitvami in tvorijo gost filter za večje delce.
Prsni plavuti sta zelo veliki in mnogo večji od trebušnih, srpaste oblike in razmeroma tanki. Podobno je prva hrbtna plavut mnogo večja od druge, slednja pa je podobne velikosti kot podrepna. Zgornja polovica repne plavuti izrašča pod velikim kotom na telesno os iz repa in je nekoliko večja od spodnje, dolga pa manj od tretjine telesne dolžine.
V primerjavi z drugimi hrustančnicami ima za svojo velikost razmeroma majhne možgane, v katerih pa izstopajo mali možgani, ki so proporcionalno eni od največjih med hrustančnicami.

## Življenjski krog in vedenje
Življenjski krog vrste je postal bolje poznan šele v zadnjih nekaj desetletjih na račun usmerjenih raziskav; pred tem je bila večina podatkov anekdotičnih. Dobro dokumentiran ulov breje samice je dokazal, da je kitovec ovoviviparen - mladice se razvijajo v jajčnih ovojih in se izležejo že v maternici, nadaljnji zgodnji razvoj pa omogoča jajčna vrečka s hranili. Ujeta samica je nosila 300 zarodkov, kar je bistveno več od vseh ostalih podatkov o velikosti zaroda pri morskih psih. Po oceni dosežejo spolno zrelost pri približno devetih metrih dolžine in živijo med 60 in 100 let.
Kitovci so večinoma samotarski, občasno pa se na določenih krajih zberejo tudi v skupine po več kot 100 osebkov, kar povezujejo z razmnoževanjem in prehranjevanjem. Skupine so pogosto homogene po spolu in starosti. V splošnem plavajo počasi in se redno potapljajo na večje globine, med potopi pa se za kratek čas vračajo bližje površja. Dvorjenja in parjenja kitovcev ni dokumentiral še nihče, zato je ta vidik njihove biologije popolna neznanka.

## Ekologija
Kitovec je eden od redkih filtratorskih morskih psov, poleg morskega psa orjaka (Cetorhinus maximus) in globokomorske vrste Megachasma pelagios, zato je za človeka kljub ogromni velikosti povsem nenevaren. Prehranjuje se z majhnimi morskimi organizmi, in sicer tako, da išče večje gruče osebkov (na primer ribjih mladic med množičnim izleganjem) in jih posesa v usta s sunkovitimi gibi, nato pa odfiltrira z gostim sitom med škrgami. Njegova prehrana je raznolika, vključuje majhne ribe oz. mladice rib, meduze, makroskopske alge, glavonožce, planktonske ličinke koralnjakov, kril ipd. Način prehranjevanja se razlikuje od ostalih dveh filtratorskih morskih psov, ki imata stalno odprta usta in zgoščujeta plankton s stalnim tokom vode skozi sita. Kitovčevo sito je gostejše in bolj učinkovito pri sunkovitem požiranju vode, zato je vrsta verjetno bolj odvisna od gostih gruč plena.
Vrsta je razširjena okrog sveta v tropskih in toplih zmernih predelih oceanov z izjemo Sredozemskega morja, do 41-42 stopinj zemljepisne širine na vsaki strani ekvatorja. Posamezni osebki se lahko selijo na razdaljah več tisoč kilometrov med oceanskimi bazeni. Najpogosteje se pojavljajo v območjih, kjer znaša temperatura vode na površju med 21 in 25 °C, a se brez težav potapljajo več sto metrov globoko, kjer je temperatura manj kot 5 °C.
Odrasli osebki v svojem naravnem okolju zaradi svoje velikosti nimajo plenilcev, obstajajo pa dokumentirani podatki o mladih kitovcih, ki so postali plen drugih morskih psov in v enem primeru tudi o odraslem, 8 m dolgem kitovcu, ki ga je napadel in ubil par ork.

### Ogroženost in varstvo
S širjenjem športnega potapljanja v zadnjih desetletjih so kitovci postali priljubljena atrakcija v t. i. ekoturizmu, kar je možno pripisati njihovi podobi »nežnega velikana« in predvidljivi prisotnosti na določenih lokacijah. Posamezniki se zelo razlikujejo po reakciji na bližino človeka in ga bodisi povsem ignorirajo ter se pustijo celo prijemati, bodisi se potapljaču že na daleč izognejo. Bolj očitno moteč zanje je hrup ladijskih motorjev, poleg tega pa so razmeroma pogosti tudi primeri trkov s plovili, zato varstveni biologi opozarjajo, da je potrebno pazljivo upravljanje tega segmenta ekoturizma. V več delih sveta, kot so Filipini, Maldivi, Indija, Pakistan in Tajvan, kitovce lovijo s harpunami, občasno pa se pojavljajo tudi kot stranski ulov v mrežah. Med drugim se uporablja njihovo meso za hrano, olje iz jeter za vodotesne premaze čolnov, hrustanec v alternativni medicini in koža za izdelke iz usnja. Zaradi prekomernega ribolova je ponekod populacija občutno upadla, zato je vrsta zaščitena po lokalnih zakonodajah, med drugim na Maldivih, Filipinih, v Indiji, na Tajskem, v Hondurasu in Mehiki.
Zaradi ogromnih razdalj, na katerih se selijo osebki, je varstvo na mednarodni ravni ključnega pomena. Kitovca zaradi počasnega razmnoževanja in nizke populacijske gostote Svetovna zveza za varstvo narave uvršča med ranljive vrste. Poleg tega je mednarodna trgovina s produkti kitovcev od leta 2003 regulirana z uvrstitvijo vrste v prilogo II Konvencije mednarodnega trgovanja z ogroženimi vrstami flore in favne (CITES).

## Taksonomija
Vrsto je leta 1828 opisal angleški zdravnik Andrew Smith po 4,6 m dolgem primerku, nasedlem na obali zaliva pri Cape Townu v  Južni Afriki. Primerek, holotip za to vrsto, je odkupil in je še danes shranjen v prirodoslovnem muzeju (Museum National d’Histoire Naturelle) v Parizu. Uvrstil jo je v samostojen rod Rhiniodon. Glede natančnega črkovanja je bila v začetku precejšnja zmeda, saj je že avtor imena uporabljal več različnih variant (Rhincodon, Rhineodon, Rhiniodon, Rhinodon,...), kasneje pa tudi Johannes Peter Müller in Friedrich Gustav Jakob Henle, ki sta kitovcu dodelila tudi lastno družino, Rhinodontes. Sčasoma se je uveljavil zapis Rhincodon, ki ga je leta 1984 Mednarodna komisija za zoološko nomenklaturo dokončno fiksirala, v skladu s tem pa tudi zapis imena družine Rhincodontidae.
Kitovci ne sodijo med morske pse v ožjem pomenu besede, temveč v sorodno skupino hrustančnic Orectolobiformes. Tradicionalno obravnavamo vrsto R. typicus v lastnem rodu Rhincodon, tega pa v lastni družini Rhincodontidae, vendar nekateri avtorji na osnovi morfoloških podobnosti uvrščajo v isto družino vsaj še rodova Ginglymostoma in Stegostoma.